# NGamer
 (décembre 2018).
Si vous disposez d'ouvrages ou d'articles de référence ou si vous connaissez des sites web de qualité traitant du thème abordé ici, merci de compléter l'article en donnant les références utiles à sa vérifiabilité et en les liant à la section « Notes et références ».
NGamer est un magazine de jeu vidéo britannique spécialisé dans l'actualité Nintendo. Il est publié depuis le 13 juillet 2006 par Future Publishing. Il est le successeur de NGC Magazine (1997-2006) et Super Play (1992-1996).